# 앤더스 비어 와일스
앤더스 비어 와일스(Anders Beer Wilse, 1865년 6월 12일 ~ 1949년 2월 21일)는 노르웨이의 사진가이다.

## 생애
와일스는 플레케피오르에서 태어났지만 크라게뢰에서 자랐고 선원이 되고 싶어 했다. 1882년 호르텐의 한 기술학교에서 기술 학위를 취득한 후 1884년 미국으로 이주했다. 미국으로 이주 한 후 처음에는 일자리를 찾지 못했지만 결국 시애틀에 정착하여 미국 지질조사국에서 일했다. 그는 1886년에 첫 번째 카메라를 구입한 것으로 알려졌있다. 그는 노르웨이를 방문한 후 1897년 시애틀에서 사진 가게를 열었고 헬렌 마리 허친슨(Helen Marie Hutchinson)과 결혼했다..
1900년 그의 아내와 아이들은 노르웨이로 이주했고, 이어 와일스도 가족들과 합류하여 미국에서 17년을 보낸 후 1901년 크리스티아니아에 사진 가게를 열었다.

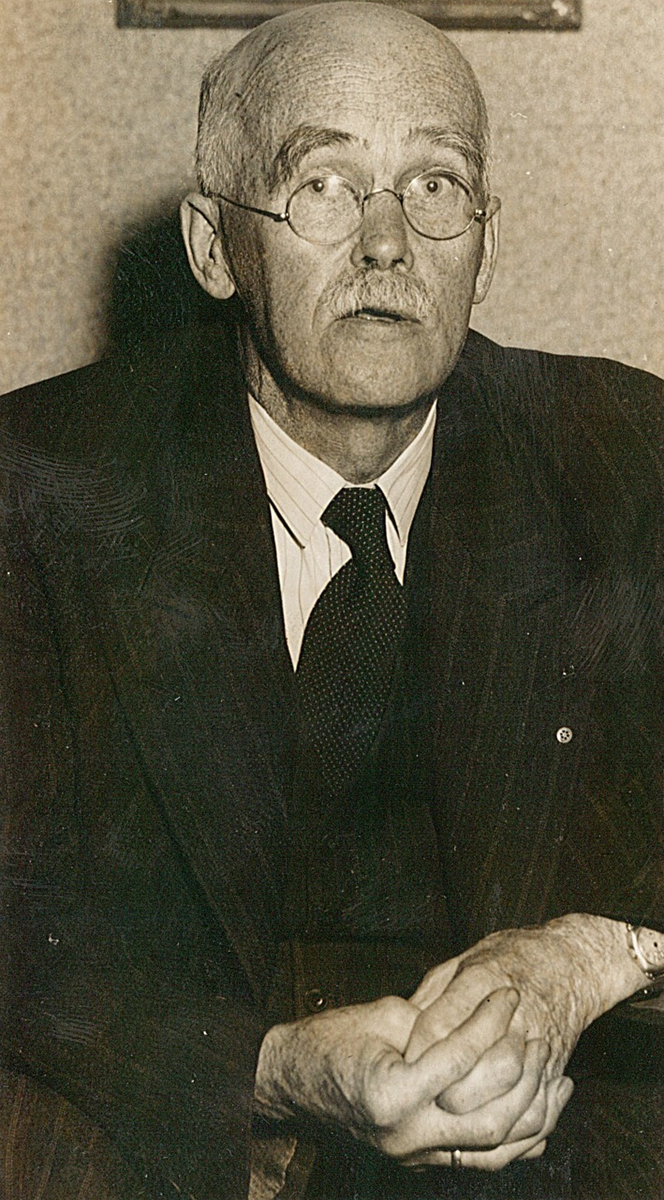
앤더스 비어 와일스의 아들 로버트 찰스 와일스, 1940년경

와일스의 아들 로버트 찰스 와일스(Robert Charles Wilse, 1897년 12월 10일~1969년 9월 11일)도 아버지를 따라 유명한 사진가가 되었다.

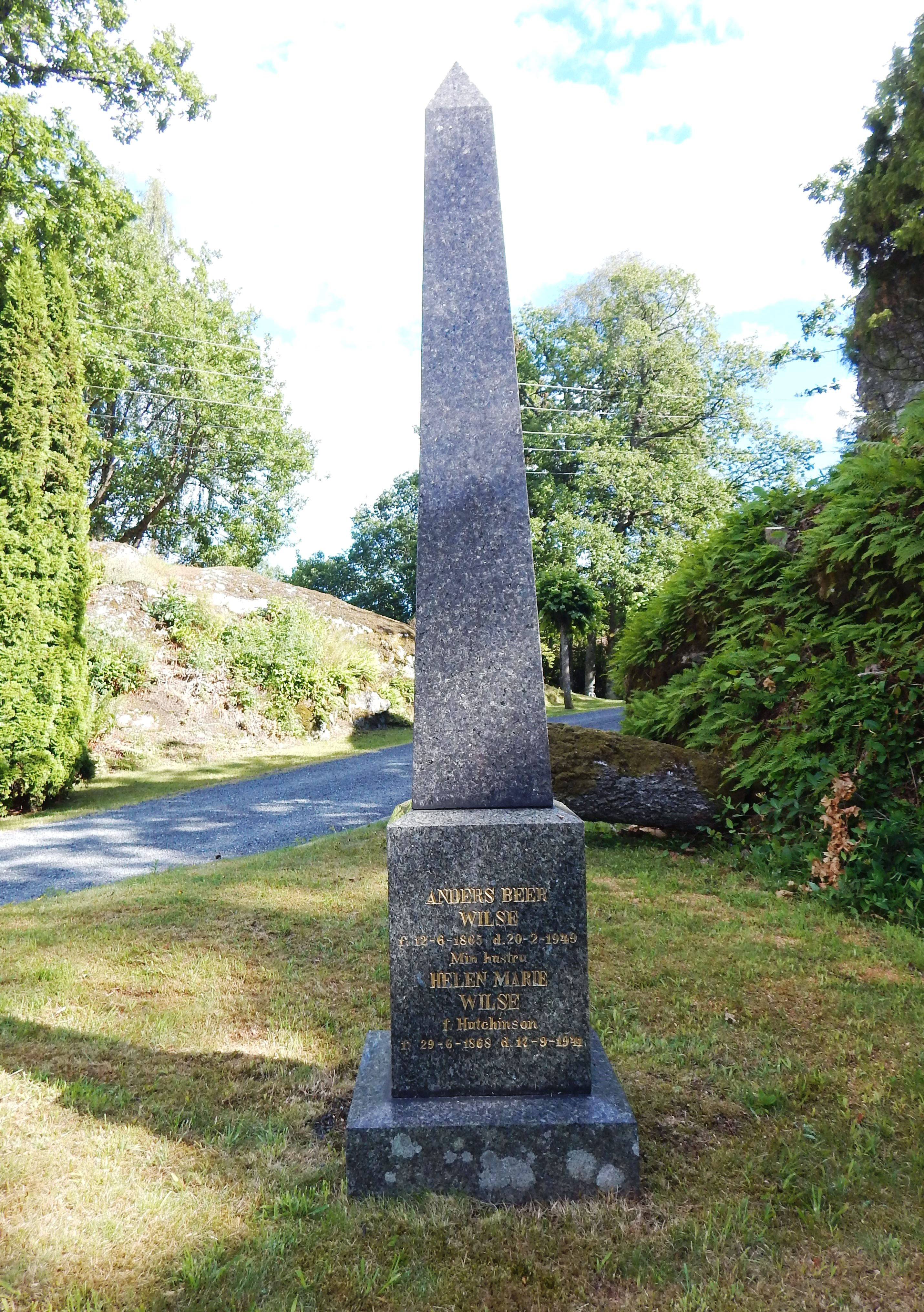
크라게뢰에 위치한 앤더스 비어 와일스의 묘

## 작업
와일스는 사진 촬영을 위해 노르웨이를 광범위하게 여행했다. 그는 10kg의 카메라를 들고 험준한 지형을 지나 스발바르 제도만큼 북쪽 끝에 있는 접근이 힘든 지역으로 갔다.

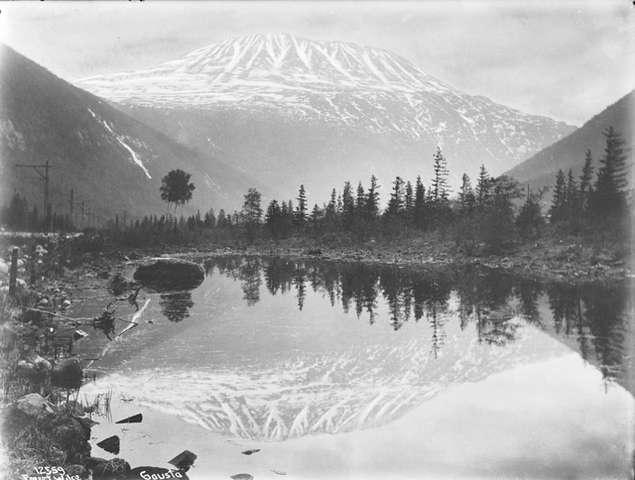
와일스가 촬영한 "Gausta"(가우스타토펜 산), 1910년 10월 1일

와일스는 로포텐 제도 사람들이 물고기를 잡는 모습 등 사람들이 일 하는 모습과 자연풍경을 카메라에 담았다. 그의 사진 사업 또한 큰 성공을 거두었으며 스웨덴의 사진가인 악셀 린달이 1880년대와 1890년대에 노르웨이에서 촬영한 작업물들 모두를 인수했다. 와일스의 사진은 내셔널 지오그래픽 잡지에도 실렸다.

## 작업물
와일스는 생전에 약 200,000장의 사진들을 남겼다. 현재, 그가 촬영한 사진들 대부분은 10만개 이상의 풍경과 민족학적 사진이 있는 노르웨이 민속박물관, 오슬로의 역사와 관련된 사진들을 소장하고 있는 오슬로 바이뮤지엄, 인물사진을 소장하고 있는 노르웨이 국립도서관, 해양사진을 소장하고 있는 노르웨이 해양박물관 등에 소장되어 있다.

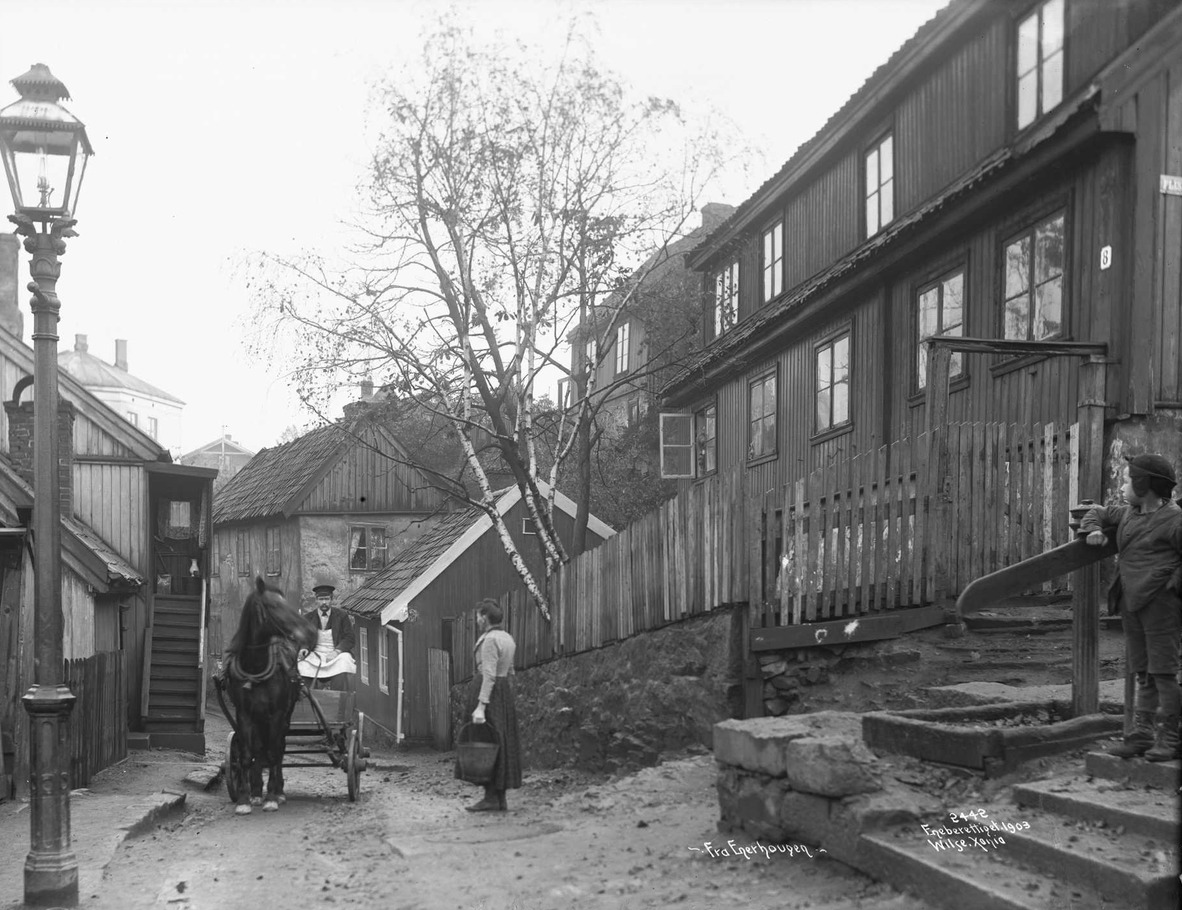
와일스가 촬영한 오슬로의 에너하우가타(Enerhauggata) 구역의 모습, 1903년

조지 이스트먼 하우스(George Eastman House)의 Chusseau-Flaviens 컬렉션에도 그의 사진 컬렉션이 보관되어 있다. 이러한 그의 사진들은 디지털로 스캔되고 있으며 대부분 온라인에서 접할 수 있다. 2014년, 와일스의 사진은 노르웨이의 가장 중요한 기록 유산인 "노르헤스 도쿠멘타르프(Norges dokumentarv)"에 포함되었다. 노르웨이의 신문사인 Dagens Næringsliv는 와일스를 많은 문화유산을 남긴 노르웨이의 가장 저명한 사진 작가로 묘사하기도 했다.

## 갤러리

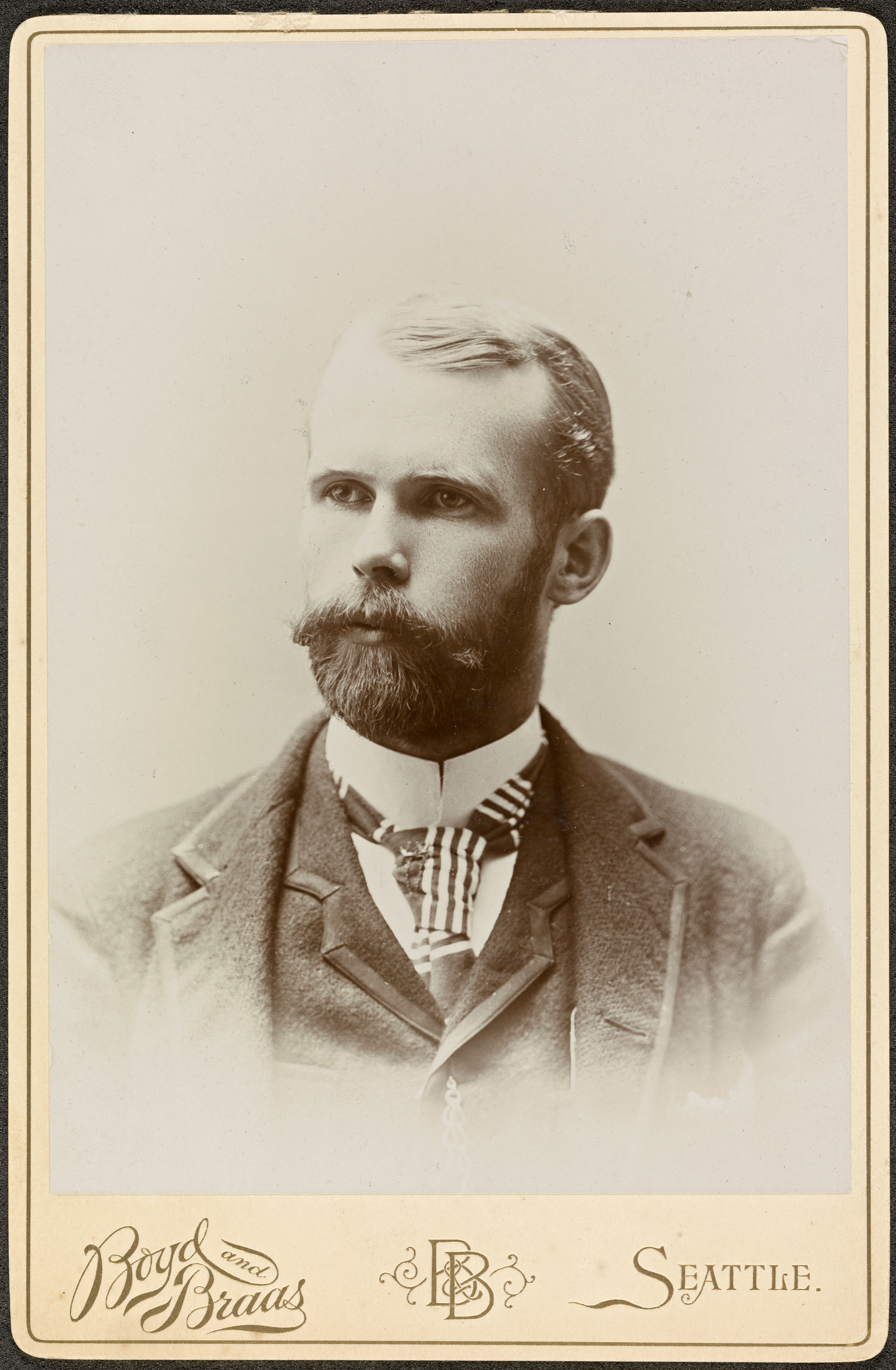
앤더스 비어 와일스, 1892년
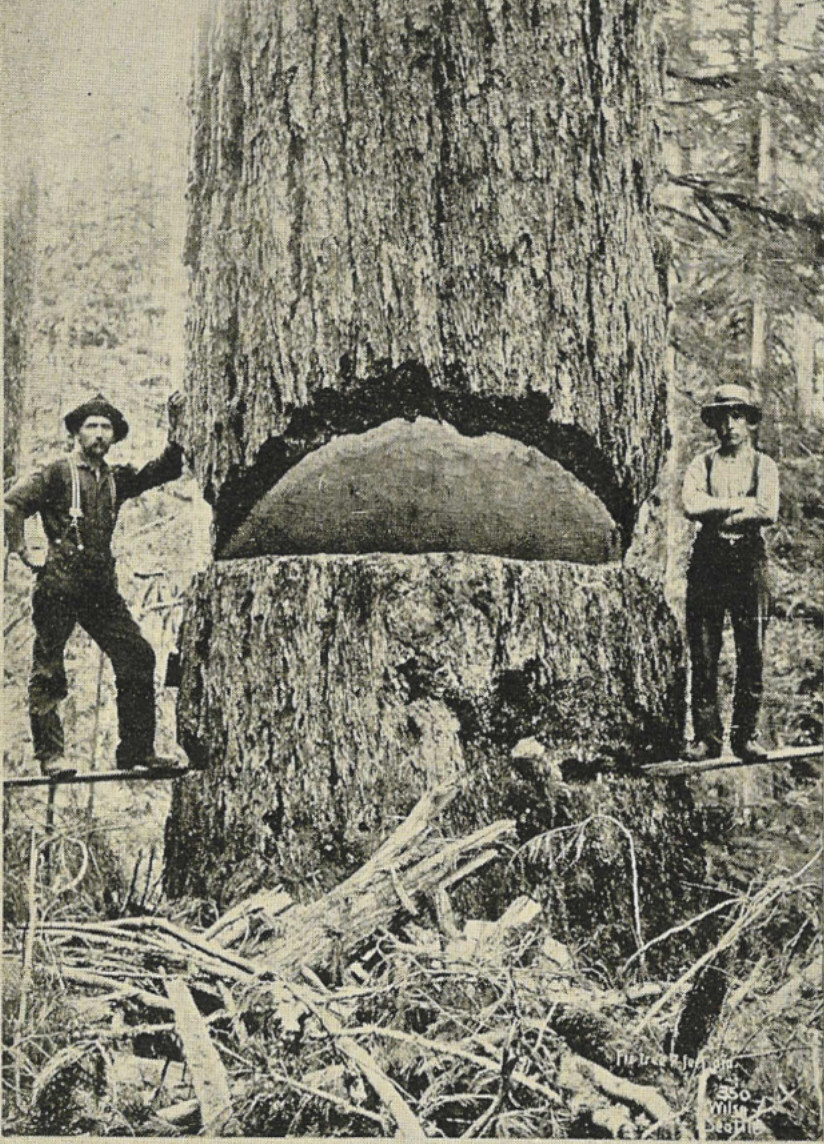
와일스가 촬영한 시애틀의 벌목꾼과 미송, 1900년
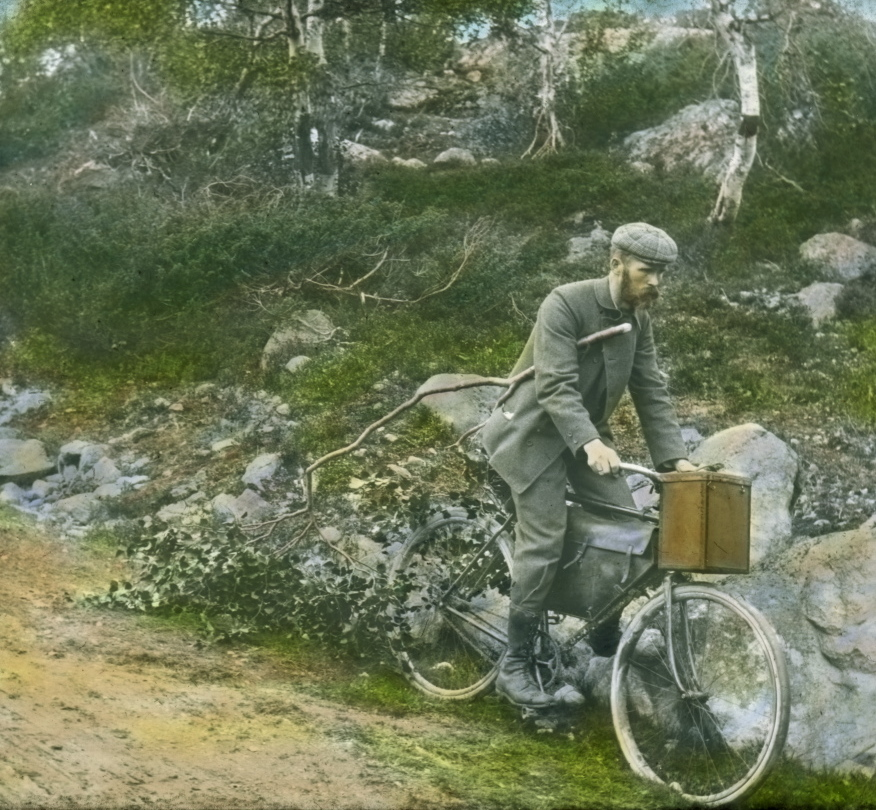
자신의 자전거를 탄 앤더스 비어 와일스, 1902년
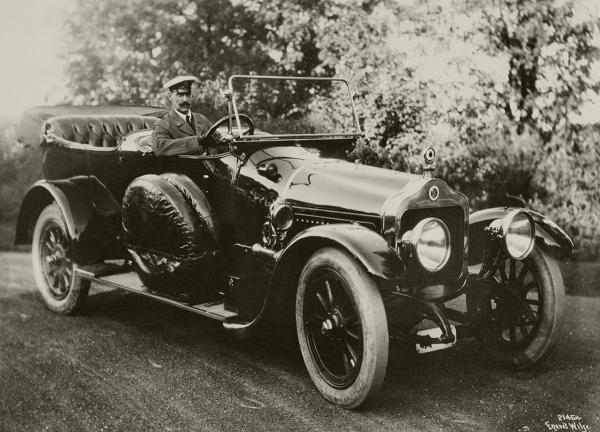
자신의 첫 차인 미네르바사의 차량을 탄 호콘 7세, 1913년
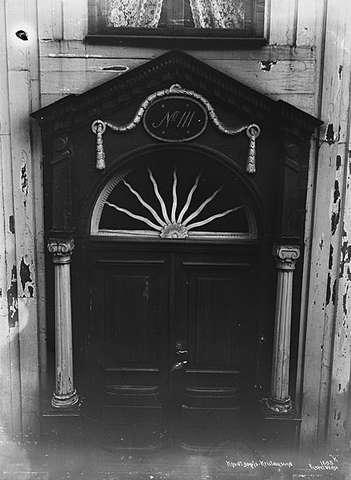
Knudtzongården, 크리스티안순, 1919년
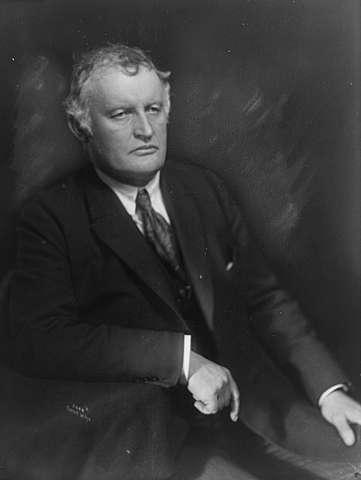
에드바르 뭉크, 1921년 11월 15일
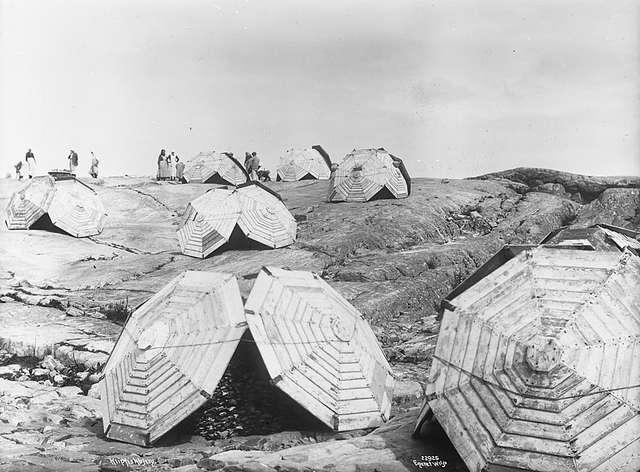
Klippfisktørking, 크리스티안순, 1922년 8월 11일
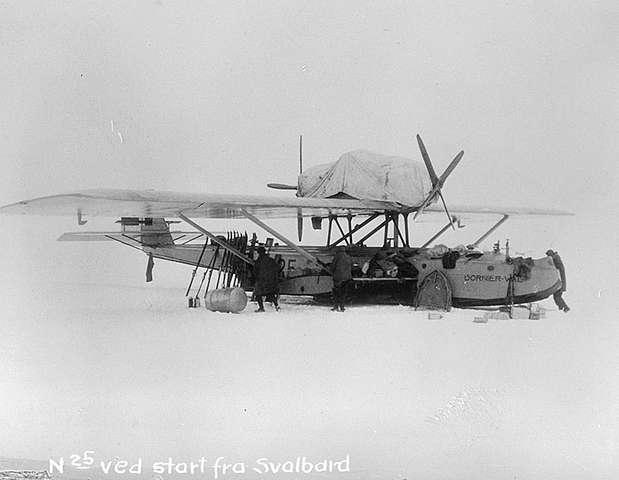
스발바르 제도에서 로알 아문센, 1925년 5월 21일
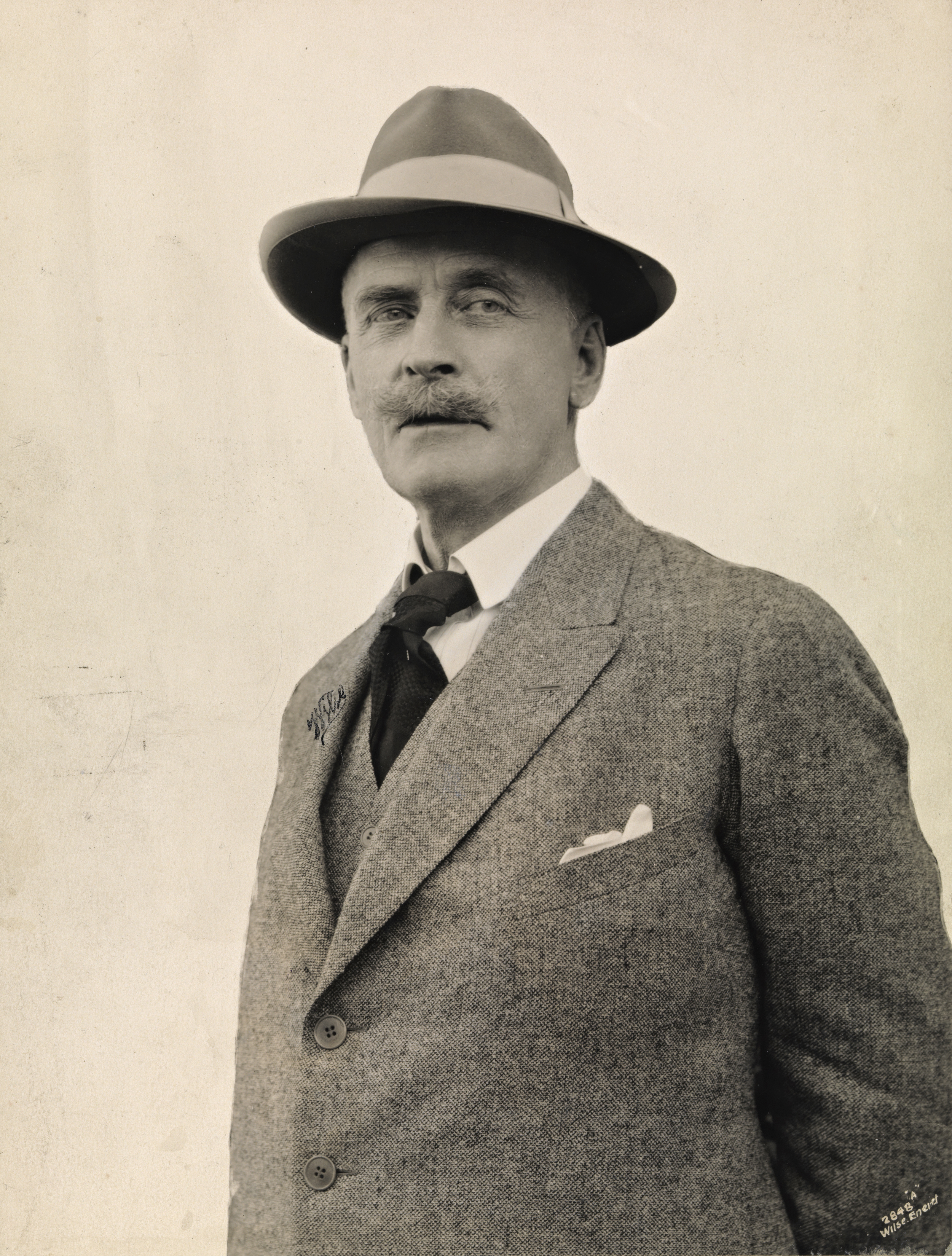
크누트 함순, 1927년 6월
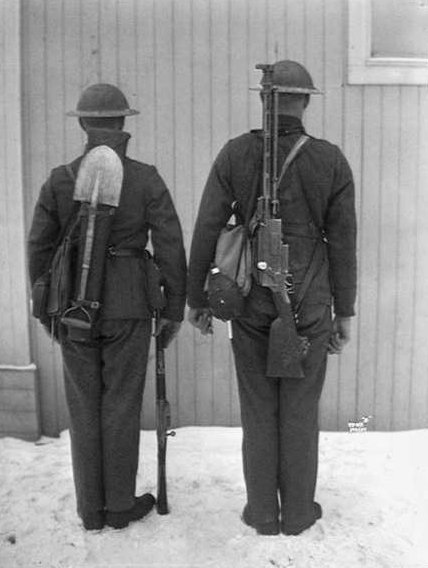
겨울에 촬영한 노르웨이 군인의 뒷모습, 1928년